# Бостонски теријер
Бостонски теријер је раса паса. Узгајан у 19. веку у САД укрштањем енглеског белог теријера са енглеским булдогом, након чега је уследило додавање крви других раса. Године 1893. Бостонски теријер је признат као посебна раса. Од 1979. године је званични симбол државе Масачусетс.

## Историја расе
Порекло расе догодило се у Бостону. Чарлс Лиланд је 1890. године створио клуб за љубитеље нове расе, а њен стандард су договорили и одобрили чланови клуба. До данас је стандард претрпео минималне промене. Нова раса је имала многа имена, укључујући „Округлоглави булдог“, „Амерички бул теријер“ и „Бостонски микс“. Препознавање расе је било тешко, али је ипак АКЦ (Амерички кинолошки клуб) признао 1893. године.
Први АКЦ регистровани бостонски теријер био је мужјак по имену Хектор. Прва изложба одржана је 1896. године, победник је била жена Топси. Раса је брзо постала популарна. Од 1920. до 1963. године, раса је била у првих десет међу расама регистрованим у АКЦ.

## Изглед
Бостонски теријер је енергичан и интелигентан пас. Одлучан је и активан, веома елегантан, са високо подигнутом главом и грациозног држања.
Глава је четвртаста, чело равно, без набора, јагодице су равне, обрве су наглашене, прелаз са чела на њушку је добро изражен. Очи су широко размакнуте, постављене право, поглед искричав и пријатељски. Уши су мале, широко и високо постављене, усправне или подрезане. Њушка је кратка, четвртаста, широка и дубока, без набора. Дужина њушке није већа од 1/3 лобање. Нос је широк са јасно израженим жлебом између ноздрва, црне боје. Вилице су широке и четвртасте, зуби нису велики, ујед је раван или подгриз. Усне су дубоке, нису опуштене.
Дужина врата је пропорционална укупној грађи пса. Благо конвексан, високо постављен. Поносно носи главу, глатко прелази у гребен. Леђа су кратка. Горња линија је равна, сапи су благо нагнуте. Груди су дубоке, широке, ребра конвексна. Тело је кратко и квадратног формата. Реп је ниско постављен, кратак и грациозан, сужава се према крају, може бити раван или у облику вадичепа и не издиже се изнад линије леђа.
Лопатице су постављене косо, дајући префињеност покретима. Лактови су усмерени назад, налазе се директно испод гребена. Ноге су паралелне једна са другом. Подлактице равне и јаке; дошашћа су кратка и јака. Шапе су мале, округле и компактне.
Бутине су снажне и мишићаве, постављене под углом. Скочни зглобови су постављени ниско и нису окренути према унутра. Шапе су мале и компактне.
Покрети су слободни и глатки, удови се крећу праволинијски у савршеном ритму. Кораци показују милост и снагу.

### Длака
Длака је кратка, равна и фина, прилежна и сјајна.
Боја: тиграста, тамносмеђа, црна са белим мрљама. Све боје морају бити разблажене белим мрљама.
Обавезне ознаке су: обрис њушке, пламен између очију и белих груди.
Пожељно: Делимично или потпуно беле предње ноге и беле задње ноге испод скочног зглоба.

### Величина
Раса је подељена у 3 категорије тежине:
- До 6,8 кг
- 6,8-9 кг
- 9-11,35 кг[тражи се извор]

Висина: 38,1-43,1 цм.
Сексуални диморфизам је јасно изражен.